# هواء مضغوط

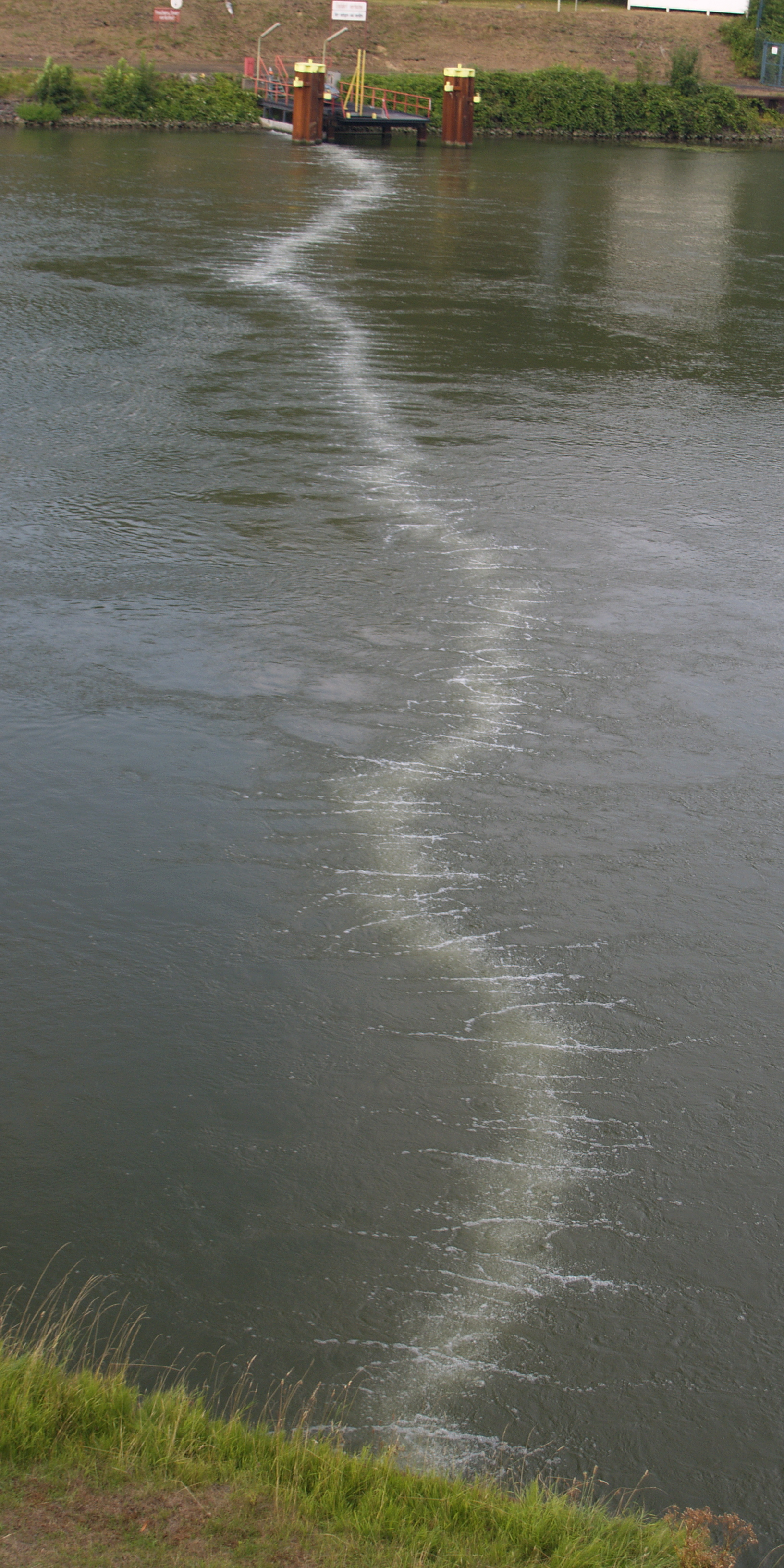

الهواء المضغوط هو هواء محفوظ تحت ضغط معين، وعادة ما يكون فوق الضغط الجوي.

## التحضير
يحضر بعدة وسائل تتدرج من المضخة اليدوية إلى المكبس الذي يدار بالمحرك البخار أو الوقود أو الكهرباء.

## المميزات
سهولة حفظه ونقله، سواء بوسائل النقل المعروفة أو خلال الأنابيب، وأمانه نسبيا.

## أخطار
انفجار الهواء المضغوط تحت ضغط 40 باوند للإنش المربع وعلى مسافة 4 انش قد تسبب تمزق طبلة الأذن.

## الاستخدامات
- يستخدم في عدة أغراض صناعية، مثلا قوة محركة في حالة وجود خطورة في توليد القوى بوسائل أخرى.
- في رياضة الغطس يتم استخدام الهواء المضغوط في أجهزة الطفو واسطوانات أكسجين التنفس.
- منظفات الأتربة للأجهزة الإلكترونية حيث لا يمكن استخدام الماء في التنظيف.
- أنظمة فرامل النقل الثقيل وقطارات السكك الحديدية .
- أجهزة التنفس الصناعي.
- الدهان بنفث الطلاء.
- نفخ العبوات البلاستيكية.
- تبريد افران صهر الحديد.
- تشغيل مولدات الكهرباء القديمة.
- نفخ الاطارات للسيارات والدراجات.
- تشغيل خطوط الإنتاج بشكل عام